# Luca Visentini
Luca Visentini (nacido en 1969 en Údine, Italia), sindicalista y poeta, es Secretario General de la Confederación Europea de Sindicatos (CES). Fue elegido en el Congreso de la CES en París en octubre de 2015.
Luca Visentini ha trabajado en el movimiento sindical durante 26 años a nivel regional, nacional y de la UE, y tiene una amplia experiencia en la negociación colectiva, el diálogo social y las negociaciones con las instituciones a nivel sectorial, nacional y de ámbito europeo.
Formación
Después de estudiar Filosofía en la Universidad de Trieste, en el norte de Italia, en 1989 se incorporó a la Unione Italiana de Lavoro (UIL), asumiendo inicialmente la responsabilidad del trabajo juvenil del sindicato. En el mismo año fue elegido Secretario General de la Federación de Turismo, Comercio y Servicios de la UIL en Friuli Venezia Giulia, una de las 20 regiones italianas.
En 1996, se convirtió en Secretario General de la UIL en Friuli Venezia Giulia y miembro de los comités nacionales directivos y ejecutivos del sindicato, así como Secretario General de la Cámara Confederal del Trabajo de la UIL de Trieste. Su trabajo abarcaba una amplia gama de asuntos, como por ejemplo la negociación colectiva y los salarios, el diálogo social, la política económica, industrial y del mercado de trabajo, la seguridad social y los servicios públicos, así como las comunicaciones y la gestión de los recursos humanos.
Al año siguiente participó de forma activa en el ámbito europeo como Presidente del Consejo Sindical Interregional (CSIR), que une Friuli Venezia Giulia, Veneto y Croacia, y miembro del Comité de Coordinación de los CSIR de la CES. De 2007 a 2011 fue Vicepresidente del comité, y colaboró en el Comité Económico y de Empleo de la CES.
Confederación Europea de Sindicatos (CES), del 2011 al presente
Luca fue elegido Secretario Confederal de la CES en el 12º Congreso de la CES en Atenas en mayo de 2011. 
Sus responsabilidades incluían:
• Política salarial y negociación colectiva;
• migración y movilidad;
• educación y formación;
• fondos estructurales, presupuesto de la UE, cohesión económica y social, política regional;
• los CSIR y la Red EURES.
Participó y coordinó las actividades de grupo de los trabajadores en el Comité del Fondo Social Europeo; el Diálogo Estructurado para los Fondos de Inversión y Estructurales Europeos; el Comité Asesor para la Libre Circulación de Trabajadores; el Comité General de Directores para la Educación y Formación Profesional; el Comité Asesor para la Educación y Formación Profesional; y el Foro de Integración para Migrantes.
Desde el Congreso de la CES en París (octubre de 2015), después de su elección como Secretario General de la CES, también ha sido Secretario General del CRPE (Consejo Regional Paneuropeo), la organización regional de la CSI que representa a los sindicatos en todo el continente europeo.
Otras actividades
Además, Luca fue Presidente del ISSES, el instituto de investigación de Trieste de la UIL para los estudios históricos, económicos y sociales (2006-2011), Presidente de la sección de Friuli Venezia Giulia del proveedor de educación y formación profesional de la UIL, ENFAP (2002-2006), y miembro de la junta de los Centros Italianos de Investigación Internacional Elettra-Sincrotrone y AREA Science Park.
En su tiempo libre, Luca es un poeta y escritor de éxito y ha publicado cuatro libros de poemas y novelas entre 2004 y 2012. También ha dirigido una serie de asociaciones y redes culturales de literatura y teatro.
Bibliografía
Traduzioni perdute, Ibiskos, 2004 (traducido al inglés)
Corridoio 5, Racconti dal caffè di mezza Europa, Danilo Zanetti Editore, 2004
Goffi erotismi pagani, Ibiskos, 2007
Prima della rivoluzione, Lietocolle, 2012 .